# Louzy
Louzy település Franciaországban, Deux-Sèvres megyében. Lakosainak száma 1292 fő (2022. január 1.). Louzy Brion-près-Thouet, Saint-Cyr-la-Lande, Saint-Léger-de-Montbrun, Saint-Martin-de-Sanzay, Sainte-Verge és Thouars községekkel határos.

## Népesség
A település népességének változása:
| Lakosok száma | 1302 | 1343 | 1373 | 1358 | 1340 | 1320 | 1300 | 1294 | 1292 |
|               | 2013 | 2015 | 2016 | 2017 | 2018 | 2019 | 2020 | 2021 | 2022 |